# Building Blocks

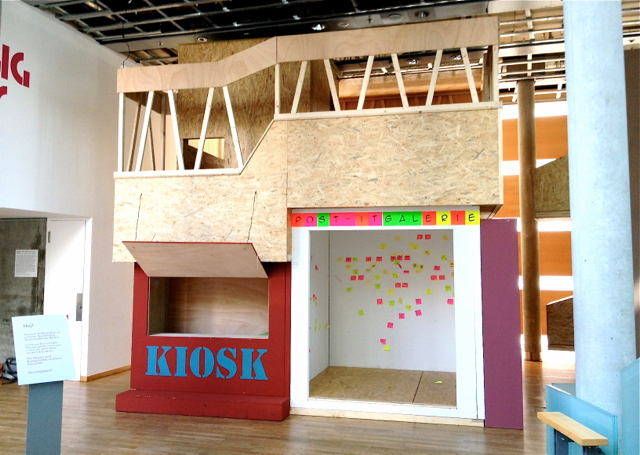
Building Blocks

Building Blocks är en utställning som visades på Färgfabriken i Stockholm under 2010 och som följdes upp med en andra utställning i Oslo 2011. Hösten 2012 äger en tredje utställning rum i De nordiska ambassaderna i Berlin.
Building Blocks togs fram av Färgfabriken och byrån Medium och handlar om arkitektur och stadsplanering. Utställningen skapades genom att barn och ungdomar gavs i uppdrag att agera byggherrar och tillsammans med arkitektbyråer ta fram byggnader. Barnens önskemål över hur deras hus skulle se ut låg till grund för arkitekternas arbete med att ta fram en byggnad som sedan byggdes upp i Färgfabriken i samarbete med byggbolaget Veidekke. Husen byggdes så att både vuxna och barn kunde gå in i dem. Utställningen vill genom utställningen undersöka de rådande rollerna i en byggprocess och relationen arkitekt - kund och hur barns visioner skiljer sig från rådande normer kring byggande och arkitektur. 
Utställningen i Oslo skedde genom ett samarbete mellan Färgfabriken och Norsk form. I Berlin sker utställningen genom ett samarbete mellan Färgfabriken och Sveriges ambassad i Berlin. Deltar gör barn och ungdomar från olika delar av Berlin som tagit fram fem olika byggnader.